# Гаурикунд
Гаурикунд (англ. Gauri Kund, хинди गौरी कुंड) — населённый пункт, расположенный на пути к Кедарнатху в регионе Гархвал в восточном Уттаракханде, в 209 км от Ришикеша. Средняя высота над уровнем моря — 1850 метров. Является местом паломничества для индуистов. В Гаурикунде расположены горячие источники, в которых индуистские паломники принимают омовение. Согласно индуистскому преданию, в этом месте совершала аскезы жена Шивы Парвати (также известная под именем Гаури).